# 이혼여행
《이혼여행》은 1986년 6월 29일에 MBC TV에서 방영되었던 베스트셀러극장이다.

## 출연
- 김청
- 김동현
- 최정현
- 임종국
- 최병학
- 남영진
- 홍중기
- 이정훈
- 심양홍
- 국정환
- 김명희
- 김동주
- 윤철형
- 김영숙
- 신국
- 오현섭
- 유춘
- 전희룡
- 김흥수
- 김인숙
- 권은아